# Distance focale équivalente en 35 mm
En photographie, l'équivalence d'une distance focale est l'indication d'une focale virtuelle, telle qu'elle cadrerait le même angle de champ sur un capteur d'autre format. La référence est généralement le format 24 × 36 mm qui était le plus commun au cours des trois ou quatre décennies qui précédaient l'avènement de la technique numérique. 
En effet, le rapport entre la longueur focale et l'angle de champ capté est directement dépendant du format du capteur ou de l'image sur la pellicule.

Images fournies par des objectifs 50 mm et 70 mm pour différentes tailles de capteur ; (rouge) et 24x18 mm (bleu).

Sur tout appareil 24 × 36, un objectif de 28 mm est un grand angle, et un objectif de 200 mm est un télé-objectif. Cependant, maintenant que les appareils photo numériques ont presque totalement remplacé les appareils photo argentiques 35 mm, il n'y a plus de relation unique entre la distance focale d'un objectif et l'angle de vue, puisque la taille du capteur de l'appareil détermine aussi l'angle de vue, et la taille du capteur n'est pas standardisée comme l'était la taille du film. La distance focale équivalente en 35 mm d'un couple objectif-capteur donné est la distance focale qui serait nécessaire sur un appareil photo argentique 35 mm pour obtenir le même angle de vue.
Le plus souvent, la distance focale équivalente en 24 × 36 fait référence à l'angle de champ sur la diagonale. Plus rarement, il peut aussi faire référence à l'angle de vue horizontal. Le format 24 × 36 pris comme référence cadre des images au rapport L:l = 3:2 = 1,5 ; or certains appareils photo numériques ont un rapport de forme égal à 4:3 = 1,33, ces deux définitions (diagonale et longueur) ne sont pas rigoureusement équivalentes.

## Conversions
La plupart des images sur film 35 mm mesure 24 mm sur le petit côté et 36 mm sur le grand côté (35 mm correspond à la largeur totale du film incluant les perforations d'entraînement), et la diagonale vaut 43,3 mm. Ceci conduit aux formules de conversion suivantes pour un objectif ayant une distance focale réelle f :
| Taille d'image               | DFE basée sur la diagonale | DFE basée sur la largeur |
| ---------------------------- | -------------------------- | ------------------------ |
| 4:3 (largeur du capteur w)   | f35 = 34.6 f /w mm         | f35 = 36.0 f /w mm       |
| 4:3 (diagonale du capteur d) | f35 = 43.3 f /d mm         | f35 = 45.0 f /d mm       |
| 3:2 (largeur du capteur w)   | f35 = 36.0 f /w mm         | f35 = 36.0 f /w mm       |
| 3:2 (diagonale du capteur d) | f35 = 43.3 f /d mm         | f35 = 43.3 f /d mm       |

Pour des raisons historiques, des spécifications de taille de capteur telles que 1/2.5" ne correspondent pas à la taille réelle du capteur, mais sont un peu plus grandes (typiquement d'un facteur 1,5).
En plus des définitions de la distance focale équivalente en 35 mm basée sur la diagonale et la largeur, il existe une troisième définition : DFE = 50 f /d mm. Cependant, cette définition semble peu utilisée en pratique.

## Facteurs de conversion
L'exploitation du facteur de conversion concerne avant tout les utilisateurs d'appareils à objectif interchangeable. En effet, le choix d'un objectif nécessite de connaître l'angle de champ qu'il va procurer, en pratique la focale équivalente en 35 mm qui sert de référence pour la plupart des photographes.
Attention, la conversion donne l'équivalent 35 mm en termes de cadrage mais les propriétés intrinsèques à la focale restent les mêmes : un objectif de focale 50 mm monté sur un boîtier APS-C donne un cadrage équivalent à un objectif de longueur focale 75 (ou 80) mm monté sur un boîtier 24 × 36 mais l'on conserve les perspectives propres à l'objectif de focale 50 mm à même distance. Un portrait réalisé avec un 50 mm sur APS-C aura un aspect de visage plus déformé qu'avec un 75 mm sur un capteur 24 × 36. Il s'agit d'un recadrage (crop en anglais), comme présenté dans l'illustration ci-dessus.
À même ouverture relative, l'intensité lumineuse est identique sans aucun rapport avec le format de capteur ou la longueur focale.
Il faut également prendre en compte la différence de profondeur de champ. Celle-ci dépend de l'ouverture réelle, donc de la taille du capteur, de la longueur focale et de l'ouverture relative qui s'y réfère, de la distance de mise au point, et du cercle de confusion. Dans le calcul de l'équivalence d'angle de champ en termes de focale, il y a également l'équivalence en ouverture qui varie. L'échelle d'ouverture n'est pas linéaire car il s'agit d'un rapport de diamètres de cercles. Pour réduire la luminosité de moitié, il faut réduire l'ouverture 1,4 fois environ. On parle en gain en termes de stop ou d'indice de lumination (IL). Un objectif 50 mm sur un appareil APS-C cadre comme 75 mm sur 24 × 36, les deux délivrant la même profondeur de champ à même distance et même ouverture ; mais à cadrage égal, la différence de distance de mise au point affecte la profondeur de champ comme c'est toujours le cas : ainsi à cadrage comparable, 50 mm sur APS-C rend une profondeur de champ comparable  à celle de F = 75 mm sur 24x36 avec ouverture plus fermée d'un "stop" (2 "stop" pour cadrage comparable à même focale sur capteur 4/3).
- Pour les capteurs de 1" (Sony RX10, RX100, Lumix FZ1000, 2000, LX15, TZ100, 200, Canon GnX, Nikon 1…), le facteur est 2,66.
- Pour les capteurs 4/3 (Four Thirds) et Micro 4/3, (Lumix G, Olympus E-M et Pen) le facteur est de 2.
- Pour les capteurs APS-C Canon, le facteur est de 1,6.
- Pour les capteurs APS-C Nikon, Pentax, Samsung, Fuji, Sony, le facteur est de 1,5.

## Tableau d'équivalence
- Grand-angle

| 24 × 36 | APS-C  | M4/3  |
| ------- | ------ | ----- |
| 15mm    | 10mm   | 7,5mm |
| 16mm    | 10,7mm | 8mm   |
| 18mm    | 12mm   | 9mm   |
| 24mm    | 16mm   | 12mm  |
| 28mm    | 18,7mm | 14mm  |
| 30mm    | 20mm   | 15mm  |
| 34mm    | 22,7mm | 17mm  |
| 36mm    | 24mm   | 18mm  |

- Objectif standard

| 24 × 36 | APS-C  | M4/3   |
| ------- | ------ | ------ |
| 40mm    | 26,7mm | 20mm   |
| 50mm    | 33,3mm | 25mm   |
| 60mm    | 40mm   | 30mm   |
| 75mm    | 50mm   | 37,5mm |

- Téléobjectif

| 24 × 36 | APS-C   | M4/3   |
| ------- | ------- | ------ |
| 85mm    | 56,7mm  | 42,5mm |
| 90mm    | 60mm    | 45mm   |
| 120mm   | 80mm    | 60mm   |
| 150mm   | 100mm   | 75mm   |
| 200mm   | 133,3mm | 100mm  |
| 300mm   | 200mm   | 150mm  |
| 450mm   | 300mm   | 225mm  |
| 600mm   | 400mm   | 300mm  |